# Stångsjön (Björna socken, Ångermanland)
Stångsjön är en sjö i Örnsköldsviks kommun i Ångermanland och ingår i Gideälvens huvudavrinningsområde. Sjön har en area på 0,145 kvadratkilometer och ligger 239,3 meter över havet.

## Delavrinningsområde
Stångsjön ingår i det delavrinningsområde (709324-161703) som SMHI kallar för Ovan Kvarnbäcken. Medelhöjden är 323 meter över havet och ytan är 26,25 kvadratkilometer. Räknas de 21 avrinningsområdena uppströms in blir den ackumulerade arean 333,92 kvadratkilometer. Flärkån som avvattnar avrinningsområdet har biflödesordning 2, vilket innebär att vattnet flödar genom totalt 2 vattendrag innan det når havet efter 105 kilometer. Avrinningsområdet består mestadels av skog (92 procent). Avrinningsområdet har 0,29 kvadratkilometer vattenytor vilket ger det en sjöprocent på 1,1 procent.